# Florin Șoavă
Florin Costin Șoavă est un footballeur roumain, né le 24 juillet 1978 à Gârla Mare. Il évolue au poste de milieu défensif.

## Palmarès

### Club
- Extensiv Craiova
  - Vainqueur du Championnat de Roumanie de Division 2 en 1999.

- Rapid Bucarest
  - Vainqueur du Championnat de Roumanie en 2003.
  - Vainqueur de la Coupe de Roumanie en 2002.
  - Vainqueur de la Supercoupe de Roumanie en 2002 et 2003.

- Spartak Moscou
  - Vice-Champion de Russie en 2005 et 2007.